# Nicole Robertson
Nicole Loren Robertson (født 28. juni 1996) er en kvindelig amerikansk fodboldspiller, der spiller i angrebet for skotske Glasgow City F.C. i Scottish Women's Premier League. Hun opvokset i den lille amerikanske by Temecula, tæt på San Diego i Californien.

## Karriere
Hun flyttede til Danmark i januar 2017, da hun blev tilbudt en kontrakt med Vildbjerg SF og ikke mindst for at forfølge sin drøm om at starte en professionel fodboldkarriere i Europa.  Efterfølgende spillede Robertson for FC Nordsjællands kvindehold, der spillede i 1. division, hvor hun blev den første spiller i klubben, nogensinde til at få en kontrakt. I januar 2019 skiftede hun til B.93s kvindehold der spillede i Elitedivisionen, hvor hun scorede 16 mål på 24 kampe. Skiftet til B.93, gjorde også Robertson til den første betalende transfer i dansk kvindefodbold.
Efter et år i B.93, skiftede hun i januar 2020, til AaBs kvindehold. Hun kvalificerede sig til Elitedivisionen 2020-21, i kvalifikationsturneringen til ligaen i 2020.
Før hun flyttede til Danmark for at spille professionelt, spillede hun college-fodbold på Purdue University og San Diego State University. Hun afsluttede sin Bachelor i kinesiologi (online) på Concordia University, St. Paul.